# Tudrus

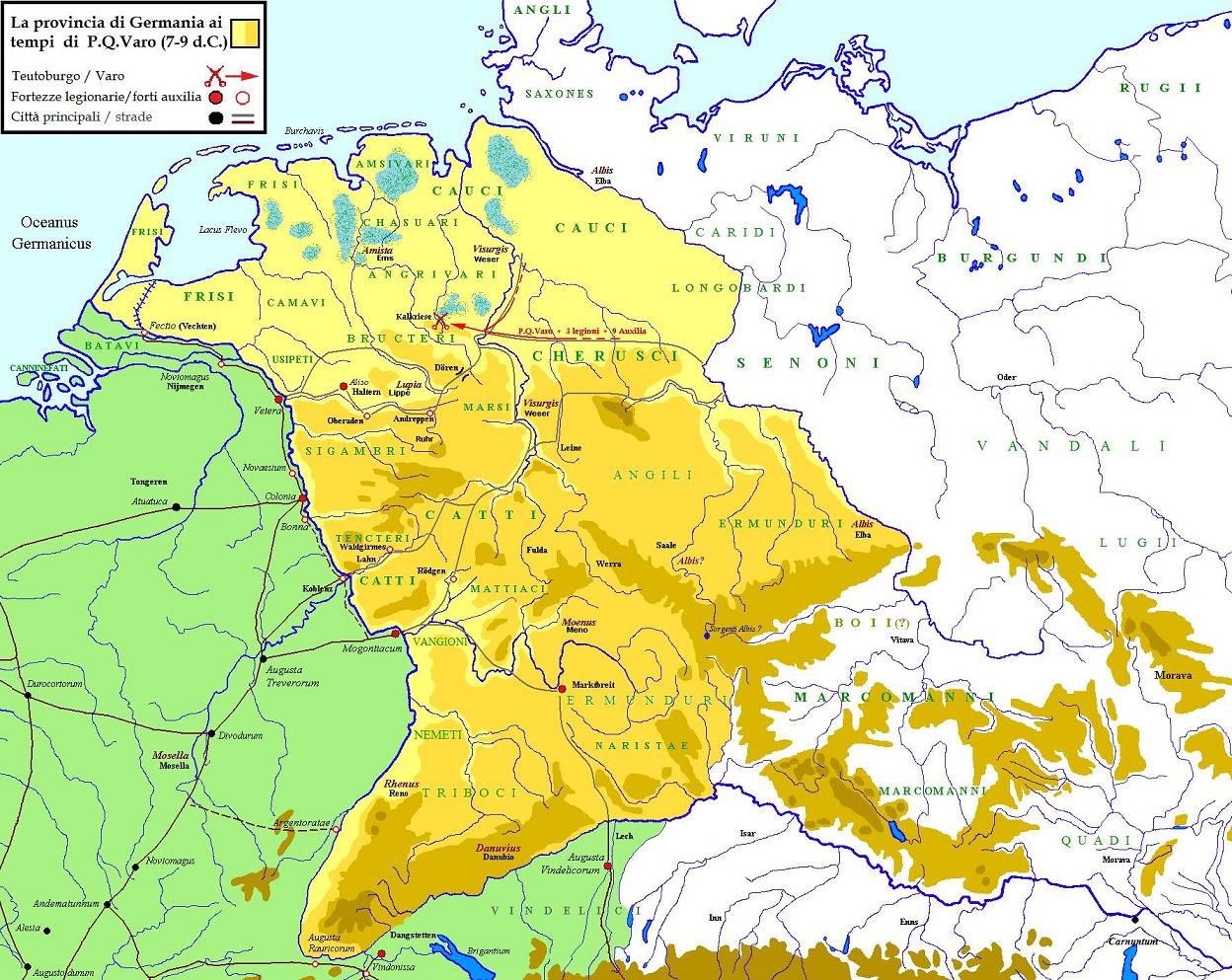
Území osídlené germánskými kmeny na počátku našeho letopočtu. Kvádové pod vedením Tudra se usadili severně od středního Dunaje

Tudrus také Tuder (1. století př. n. l.? – 1. století?) byl vládcem Kvádů na území středního Dunaje v prvních letech našeho letopočtu. Byl současníkem markomanského vládce Marobuda.
Tudrus je zmíněn ve 42. kapitole v etnografickém díle Germania římského historika Cornelia Tacita. Tudrus byl králem Kvádů před rokem 19 n. l., před odchodem Marobuda do exilu v Ravenně.
V 1. století př. n. l. žili Kvádové, stejně jako Markomani v oblasti severně od Mohanu, odkud se po porážce římským vojevůdcem Drusem a dalšími útoky římských jednotek postupně přesouvali pod vedením Tudra na východ. Tudrus svůj kmen dovedl na území dnešního jihozápadního Slovenska, severní části Dolního Rakouska a také jižní Moravy,. kde se usadili. Informace o dalším Tudrově životě se nedochovaly. 
Marobud byl sesazen Katvaldou. Katvalda se stal i vládcem Kvádů po Tudrovi, ale v neustálém boji o vládu byl i Katvalda brzy nucen hledat útočiště v římském exilu ve Fora Julii v provincii Gallia Narbonensis. Aby Římané zabránili dalším nesvárům mezi germánskými kmeny na území Moravy a jihozápadního Slovenska (mezi řekami Marus a Cusus) a také dalšímu napadání severní hranice římské říše na středním Dunaji, tak do čela říše Kvádů dosadili loajálního prořímského krále Vannia.